# ГЕС Хінотані
ГЕС Хінотані (日野谷発電所) – гідроелектростанція в Японії на острові Сікоку. Знаходячись між ГЕС-ГАЕС Кагехіра (вище по течії) та ГЕС Кавагуті (11,7 МВт), входить до складу каскаду на річці Нака, яка на північно-східному узбережжі впадає до протоки Кіі, що відокремлює Сікоку від Хонсю. 

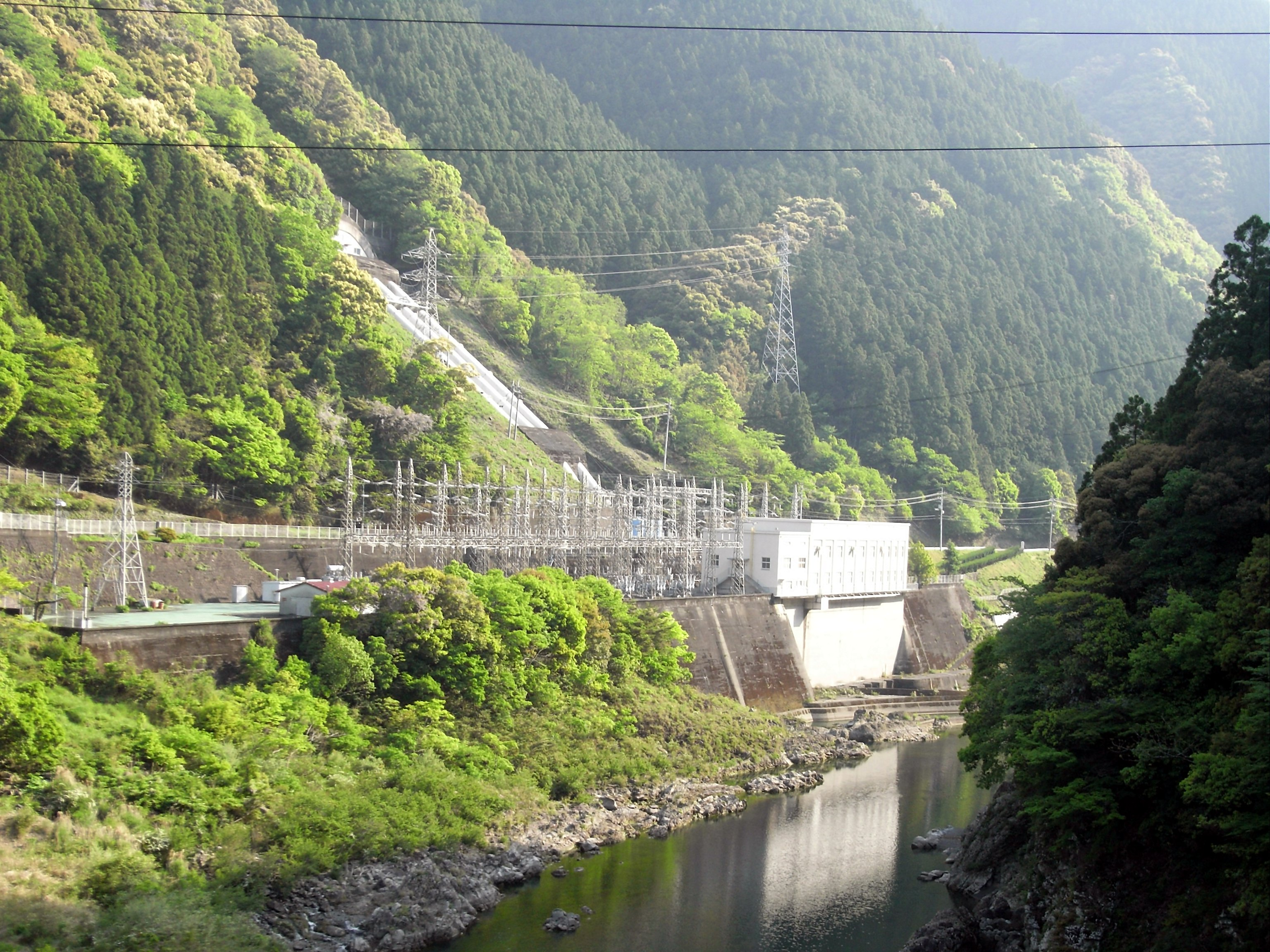
Водоводи та машинний зал станції

В межах проекту річку перекрили бетонною гравітаційною греблею Нагаясугучі висотою 86 метрів та довжиною 200 метрів, яка потребувала 283 тис м3 матеріалу. Вона утримує водосховище з площею поверхні 2,24 км2 та об’ємом 54,3 млн м3 (корисний об’єм 43,5 млн м3), в якому припустиме коливання рівня між позначками 943 та 955 метрів НРМ. 
Зі сховища через лівобережний масив прокладено дериваційний тунель довжиною 5,2 км з діаметром від 4,6 до 4 метрів, який переходить у три короткі напірні водоводи зі спадаючим діаметром від 2,8 до 2,3 метра. В системі також працює вирівнювальний резервуар висотою 61 метр з діаметром від 12 до 23 метрів.
Основне обладнання станції становлять три турбіни типу Френсіс загальною потужністю  72,1 МВт, які використовують напір у 116 метрів.